# Zamieszki w Grecji (2008–2009)

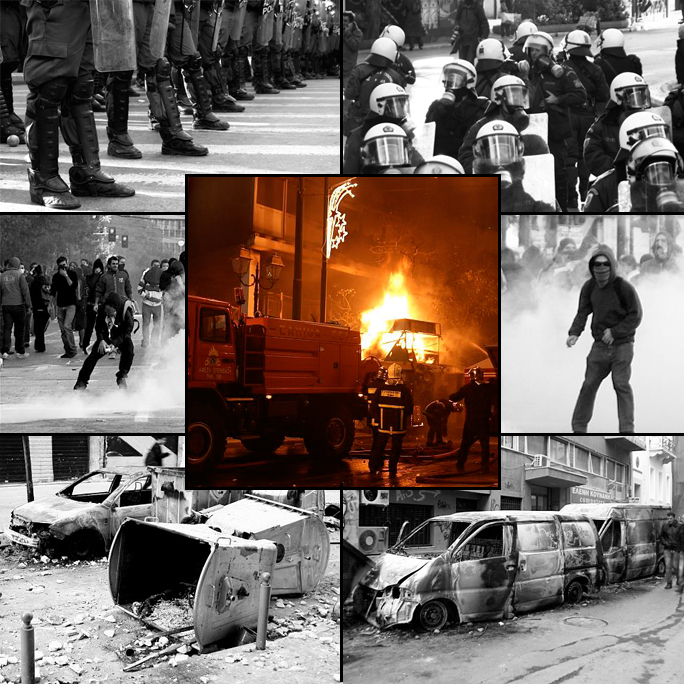
Zamieszki na ulicach Aten

Zamieszki w Grecji (inaczej rewolta grudniowa) – seria protestów i rozruchów, które rozpoczęły się 6 grudnia 2008. Przyczyną było zastrzelenie piętnastoletniego Aleksandrosa Grigoropulosa w ateńskiej dzielnicy Eksarchia podczas sprzeczki grupy młodych demonstrantów głównie z ugrupowań powiązanych z skrajną lewicą z policją, krótko po godzinie 21:00.

## Aleksandros Grigoropulos
Bezpośrednią przyczyną wybuchu zamieszek była śmierć nastolatka Aleksandrosa Grigoropulosa (nw.gr. Αλέξανδρος Γρηγορόπουλος, ur. 1993, zm. 6 grudnia 2008 w Atenach).
Według oficjalnego oświadczenia policji, grupa około 30 nastolatków obrzuciła kamieniami policyjny radiowóz. Pojazd zatrzymał się, a jeden z funkcjonariuszy oddał w kierunku grupy trzy strzały; co najmniej jeden trafił Grigoropulosa w klatkę piersiową. Policjantowi postawiono zarzut zabójstwa, jednak według obrońcy policjanta powołującego się na ekspertyzę balistyczną, nastolatek zginął od rykoszetu, kiedy to policjanci oddawali strzały ostrzegawcze. Według policji nastolatek próbował rzucić koktajl Mołotowa w jednego z funkcjonariuszy, choć według zeznań naocznych świadków, młody Grek nie stwarzał żadnego zagrożenia.
Grigoropulos został pochowany na cmentarzu w Paleo Faliro. Na jego pogrzebie zjawiło się ponad 4 000 osób. W miejscu jego śmierci zawieszona jest marmurowa tablica pamiątkowa.
Matka Aleksandrosa jest jubilerką, ojciec menadżerem banku. Według przyjaciół był chłopakiem lubiącym czytać książki i jeździć na deskorolce.

## Przebieg wydarzeń zamieszek

### Grudzień

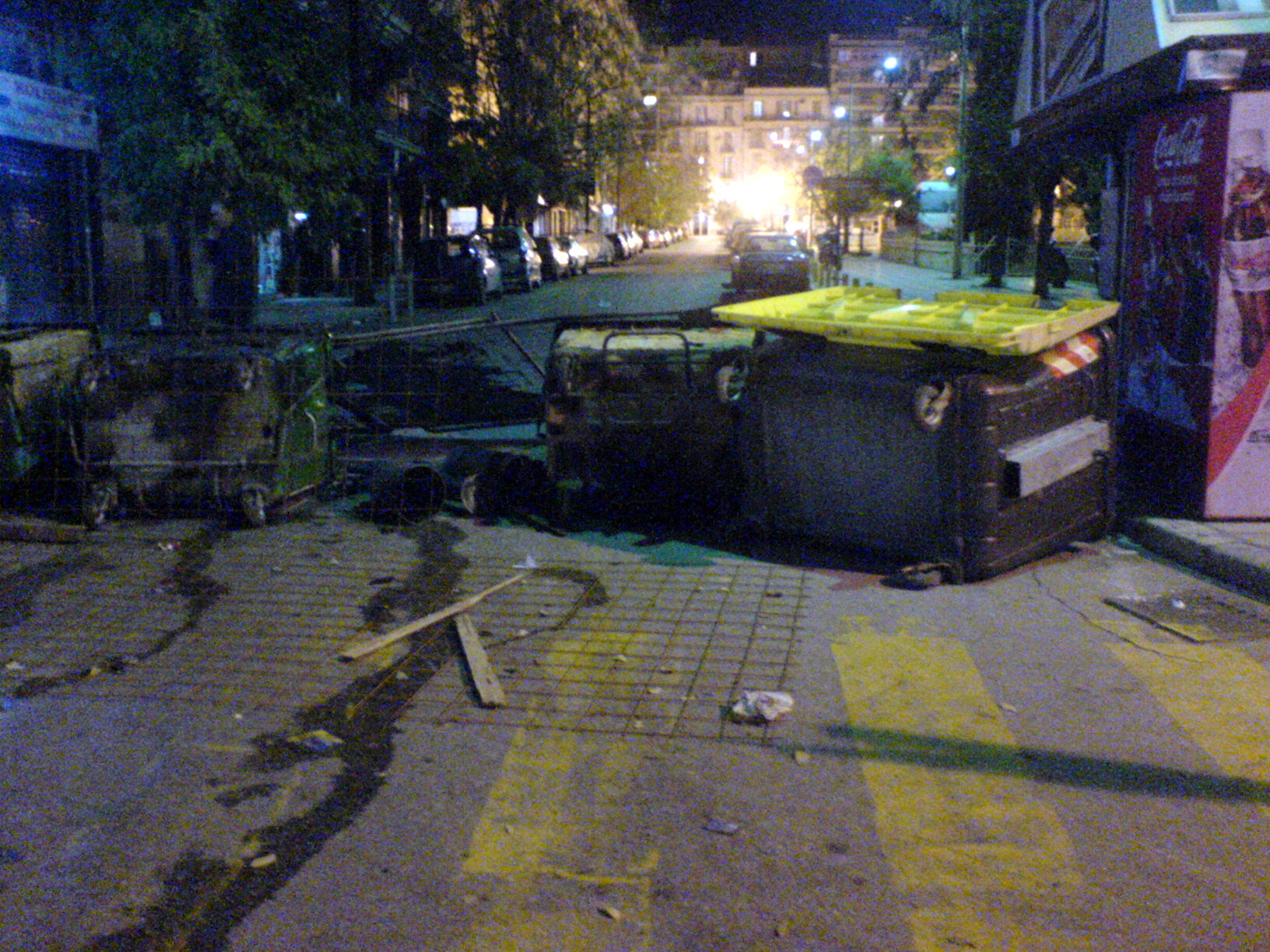
Ulica w Salonikach 8 grudnia

Zamieszki rozprzestrzeniły się na cały kraj. 7 grudnia w Atenach koktajlami Mołotowa została obrzucona policja i okoliczne centra handlowe. W centrum Aten, Salonik i Patras podpalono wiele samochodów i sklepów. Zniszczono fasady 17 banków w stolicy i 5 w Salonikach. W Heraklionie na Krecie koktajlami Mołotowa została obrzucona siedziba miejscowej policji oraz trzy banki. Dwie uczelnie w centrum Aten – politechnikę i uczelnię ekonomiczną – zajęli młodzi ludzie, którzy obrzucali koktajlami Mołotowa znajdujące się w pobliżu siły porządkowe. W Salonikach większość uczelni była okupowana przez studentów. Efekt protestów z 7 grudnia to m.in.: 24 rannych funkcjonariuszy, w tym jeden poważnie, splądrowanych 31 sklepów, 9 banków oraz zniszczonych 25 aut.
8 grudnia na ulicach Salonik 300 studentów prowadziło walki z policją. Niszczone były samochody i witryny sklepowe. W nocy z 8 na 9 grudnia zamieszki się nasiliły. Aresztowano 87 osób, a 12 policjantów zostało rannych.
9 grudnia odbył się pogrzeb Aleksandrosa Grigoropulosa. Demonstranci wyszli na ulicę, skandując wrogie okrzyki wobec prawicowego premiera Kostasa Karamanlisa i ministra spraw wewnętrznych, Prokopisa Pawlopulosa. Ten ostatni podał się do dymisji, jednak premier jej nie przyjął.

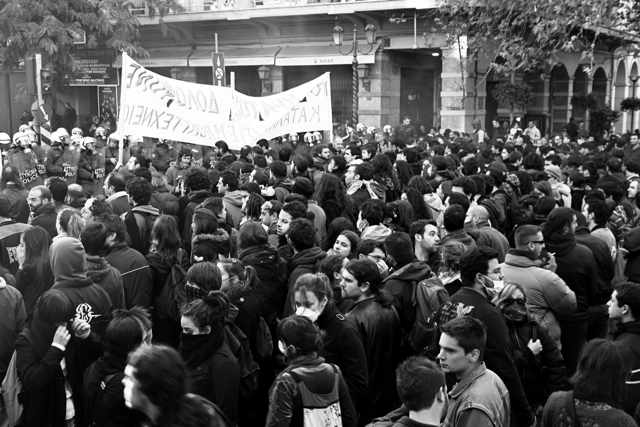
Grupa demonstrantów w Atenach

Plan sytuacyjny wydarzeń grudniowych w centrum Aten

10 grudnia odbył się masowy strajk generalny na ulicach miast greckich. W centrum Aten strajkowało około 10 tysięcy osób. Podczas zamieszek zatrzymano Polaka, którego zaaresztowano. Oprócz anarchistów na ulice Aten i Salonik wyszli studenci i nauczyciele. Demonstrowało także około 2 tys. osób w Patras na wezwanie Komunistycznej Partii Grecji.
11 grudnia 4 tys. studentów w Atenach na placu Syntagma, starło się z policją.
12 grudnia studenci zaatakowali policję na zewnątrz budynku parlamentu greckiego w Atenach. W starciach demonstranci posługują się koktajlami Mołotowa i kamieniami, a policja gazem łzawiącym. Oprócz walk z policją demonstranci niszczyli budynki, palili banki i sklepy. Z kolei w nocy z 12 na 13 grudnia w dwóch dzielnicach Aten, wybuchło 8 bomb domowej roboty. Celami ataków bomb, były banki, sklepy i lokalne biuro rządzącej partii Nowa Demokracja. W wyniku wybuchu bomb nikt nie ucierpiał.
13 grudnia tysiące młodych ludzi kontynuowały antyrządowe protesty w Atenach i Salonikach. W Atenach protestujący zaatakowali m. in posterunek policji, sklepy banki i siedzibę ministerstwa środowiska.
W kolejnych dniach zamieszkom towarzyszyły masowe protesty przed siedzibą policji w Atenach. 15 grudnia demonstranci użyli nową broń, a mianowicie pomarańcze, butelki z wodą oraz mąkę.
Grecki premier Kostas Karamanlis zorganizował 16 grudnia konferencję prasową na której przyznał: Zlekceważyłem skandale ostatnich lat. To był błąd. Powiedział, że Grecja ma do czynienia z chroniczną niewydolnością państwa, powodującą niezadowolenie obywateli i obiecywał reformy.

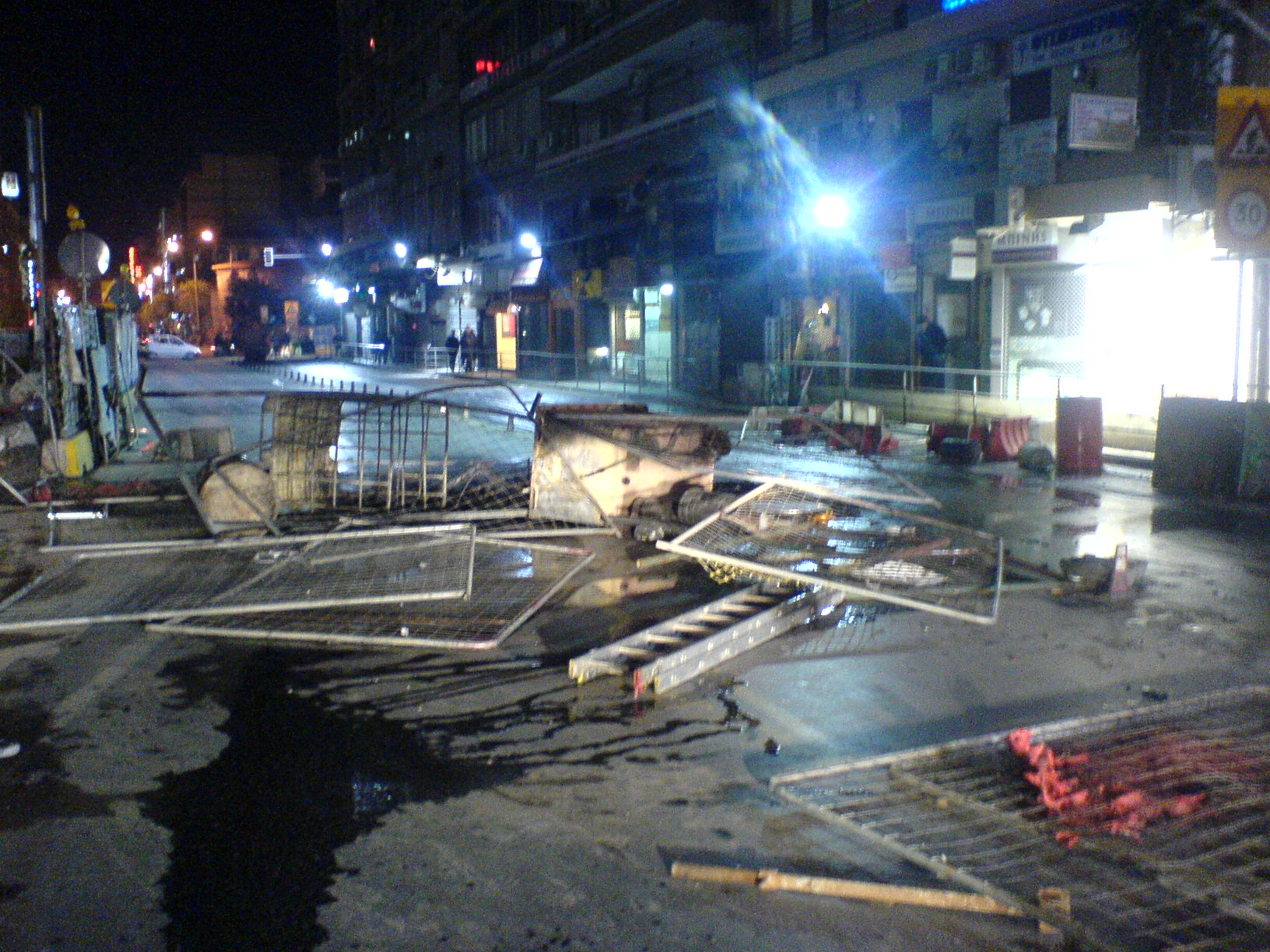
Zniszczone barykady po zamieszkach na ulicy w Salonikach

17 grudnia demonstranci wywiesili na Akropolu wielki transparent z napisami Opór i 18 grudnia – demonstracja solidarności w Europie. Oprócz tego zajęte zostały ratusz w mieście Joanina i ateńskie licea. Tego dnia o mało nie doszło by do tragedii podobnej z 6 grudnia. Jeden z protestujących licealistów został lekko ranny od kuli wystrzelonej w jego stronę na przedmieściach Aten.
18 grudnia kontestujący się demonstranci pod siedzibą greckiego parlamentu, obrzucili policję butelkami z benzyną i kamieniami. Wcześniej ok. 7000 demonstrantów maszerowała na parlament z czerwonymi flagami w proteście przeciwko społecznej i gospodarczej polityce konserwatywnego rządu.
19 grudnia 20-osobowa grupa młodych demonstrantów obrzuciła samozapalającymi się bombami budynek Instytutu Francuskiego. W wyniku tego ataku nikt nie odniósł obrażeń, jedynie wybite zostały szyby budynku. Ponadto wandale napisali na murach budynku następujące słowa – Iskra w Atenach – pożar w Paryżu. Nadchodzi powstanie i Wesołego kryzysu i szczęśliwego nowego strachu.
20 grudnia był kolejnym dniem starć policji z demonstrantami. Tym razem oprócz Aten, areną walk były Saloniki. W Salonikach anarchiści zajęli kino w centrum miasta. Z kolei w Atenach na centralnym placu Syntagma, demonstranci rzucali śmieciami w choinkę, na której także powiesili torbę z odpadami. Policjanci zaatakowali grupę 150 osób gazem pieprzowym.
Kolejne manifestacje miały miejsce 21 grudnia. 23 grudnia grupa trzech tysięcy demonstrantów po raz kolejny przeszła ulicami Aten skandując: gliny, świnie, mordercy. Podczas zamieszek demonstranci ostrzelali policyjny autobus. Na czas Świąt Bożego Narodzenia, zamieszki w Grecji ucichły.

### Styczeń
Nowa fala zamieszek wybuchła 1 stycznia 2009 w Salonikach, gdzie młodzi ludzie podłożyli ładunki wybuchowe pod banki, podpalali śmietniki, a policję zaatakowali koktajlami Mołotowa. Policja użyła gazu łzawiącego. Rano 5 stycznia w Atenach postrzelono funkcjonariusza greckiej policji. W wyniku intensywnych poszukiwań napastników zatrzymano 72 osoby. W kierunku policji strzelało z kałasznikow dwóch uzbrojonych mężczyzn. 9 stycznia demonstranci znów wyszli na ulice. Tym razem obyło się bez starć z policją.